# Kościół Matki Bożej Fatimskiej w Kolonii Łomnickiej
Kościół Matki Bożej Fatimskiej – rzymskokatolicki kościół filialny, położony w Kolonii Łomnickiej (gmina Olesno). Świątynia należy do parafii św. Mikołaja i św. Małgorzaty w Wysokiej w dekanacie Olesno, diecezji opolskiej.

## Historia kościoła
Pod koniec lat 50. XX wieku, ówczesny przełożony dekanatu Olesno, ksiądz dziekan Antoni Kaleja wraz z wiernymi Kolonii Łomnickiej, postanowili wybudować kościół. W lutym 1957 roku zostało wysłane do diecezji opolskiej pismo w sprawie budowy nowego kościoła. W sierpniu 1957 roku przyszła odpowiedź pozytywna, również Powiatowa Rada Narodowa w Oleśnie zezwoliła na przywłaszczenie działki pod budowę. Kamień węgielny zostaje poświęcony 3 sierpnia 1958 roku przez księdza biskupa diecezji opolskiej Franciszka Jopa. Budowa kościoła trwała do 1963 roku. Świątynia została konsekrowana 9 czerwca 1963 roku przez ks. bpa Wacława Wyciska, administratora parafii w Wysokiej. Obecnie jest to miejsce nabożeństw fatimskich.

## Architektura i wnętrze kościoła
Budynek został zaprojektowany przez magistra inżyniera architektury Wojciecha Stypułkowskiego z Opola wraz z zespołem architektów. Kościół ma wymiary: 
- długość - 36,30 m,
- szerokość - 20,20 m,
- wysokość - 11,40 m.

Wieża jest wysoka na 44,90 m wraz z iglicą, która ma 2,40 m wysokości. Wisi na niej jeden staliwny dzwon odlany w Hucie Małapanew, w Ozimku, a pod nim, na niższej kondygnacji stoi nieużywana sygnaturka, którą przeniesiono tu prawdopodobnie z kościoła parafialnego. Świątynia posiada trzy nawy, prezbiterium jest podniesione o 7 stopni w stosunku do nawy. Cokół kościoła i wieży jest kamienny, natomiast dach obity jest blachą cynkową.